# Salacgrīva
Salacgrīva è un comune della Lettonia appartenente alla regione storica della Livonia di 9.581 abitanti (dati 2009).
In lingua lettone il nome del comune significa "bocca della Salaca".
Dista 104 km da Riga e 10 dal confine estone. Il comune è importante per il suo porto, situato tra la foce del fiume Salaca ed il Golfo di Riga.

## Storia
Già nel VI secolo, alla foce del Salaca vi era un insediamento livone conosciuto come Saletsa. Nel 1226 il vescovo Albrecht von Buxthoeven costruì una qui una fortezza chiamata Salis o Salismünde, che venne però nel XVIII secolo distrutta dalla guerra. Anche nel XIX secolo il paese rimaneva isolato e povero, fino alla costruzione di un porto e all'attivazione di un'industria navale, i quali nel 1870 vitalizzarono il villaggio. Un porto e il molo vennero costruiti, e la foce della Salacavenne dragata per consentire l'accesso a navi di pescaggio superiore. Per un breve periodo Salacgrīva fu il porto principale del nord del Vidzeme, gestendo le esportazioni di grano, di lino, e di legno verso Riga o Pärnu; più di 200 navi l'anno attraccavano al porto di Salacgrīva.
All'inizio del XX secolo, Salacgrīva perse però la sua importanza. Il porto di Ainaži, a nord, superò Salacgrīva, e l'apertura della ferrovia Riga-Valka permise al Vidzeme di spedire le esportazioni direttamente a Riga. Nel 1909, solo 150 navi attraccavano a Salacgrīva all'anno, per lo più per raccogliere il legname galleggiante lungo il fiume.
Nel primo periodo di indipendenza lettone (1918-1940) Salacgrīva godette di una certa crescita e prosperità. Il paese ricevette il suo status di città nel 1928, e nel 1935 vi erano poco meno di 1.000 abitanti, impiegati come lavoratori portuali, falegnami, mercanti e pescatori; Salacgrīva divenne il più importante centro della pesca di Vidzeme.
Salacgrīva sfuggì agli scontri nella seconda guerra mondiale, ma sotto il potere sovietico si verificarono molti cambiamenti. La lavorazione del pesce venne trasferita dal centro di Ainaži a Salacgrīva, e per facilitare le esportazioni, il porto di Salacgrīva venne interamente ricostruito; anche nuove case vennero costruite per accogliere la popolazione in crescita. Nel 1990 la popolazione raggiunse i 3.000 abitanti.

## Monumenti e luoghi d'interesse
- Museo di Salacgrīva.
- Rovine del castello dei cavalieri portaspada.
- Chiesa luterana di Lielsalacas.
- Parco dei pescatori
- Ogni luglio si tiene il Salacgrīva hosts Jūras Svētki, la festa cittadina.

## Località
Il comune è stato istituito nel 2009 ed è formato dalle seguenti località:
- Salacgrīva con il suo territorio rurale
- Ainaži con il suo territorio rurale
- Liepupe

## Amministrazione

### Gemellaggi
- Handevitas
- Nyköping